# Luková u Rudoltic v Čechách
Luková u Rudoltic v Čechách – stacja kolejowa w miejscowości Luková, w kraju pardubickim, w Czechach Znajduje się na wysokości 360 m n.p.m..
Na stacji nie ma możliwości zakupu biletów, a obsługa podróżnych odbywa się w pociągu.

## Linie kolejowe
- 270 Česká Třebová – Přerov – Bohumín